# سانتیاگو الوی
سانتیاگو الوی (انگلیسی: Santiago Aloi؛ زادهٔ ۲۶ مارس ۱۹۸۷) بازیکن فوتبال اهل آرژانتین است.
از باشگاه‌هایی که در آن بازی کرده‌است می‌توان به باشگاه فوتبال ریور پلاته، باشگاه فوتبال واتفورد، باشگاه فوتبال کیدرمینستر هاریرس، و باشگاه فوتبال ووستر سیتی اشاره کرد.